# Don Valley Parkway
Pour les articles homonymes, voir Don Valley.
La Don Valley Parkway (communément appelée « DVP » ; traduction littérale : Promenade de la Vallée du Don) est une autoroute à six voies reliant la ville de Toronto à la municipalité de Newmarket, en Ontario, au Canada. Elle prend pour point de départ la Gardiner Expressway, au centre-ville de Toronto, et rejoint l'autoroute 401 en suivant les rives de la rivière Don et la Don Valley. Au nord de la 401, l'autoroute prend le nom d'autoroute 404 jusqu'à Newmarket. D'une longueur de 15 kilomètres, elle est limitée à une vitesse 90 km/h.
Un premier tronçon de l'autoroute a été ouvert en 1961, mais les travaux de l'autoroute telle qu'on la connaît aujourd'hui ont été achevés en 1966. Au sud de Bloor Street, l'autoroute a été construite à partir de voies routières existantes. Au nord de Bloor Street, un tracé propre fut entièrement construit, entraînant parfois des transformations géographiques importantes, telles que l'aplanissement de certaines collines, la déviation du lit de la rivière Don ou la déforestation de plusieurs espaces naturels. Au nord de Eglinton Avenue, l'autoroute suit l'ancienne voie routière Woodbine Avenue.
La fréquentation de la Don Valley Parkway dépasse aujourd'hui largement sa capacité théorique de 60 000 véhicules par jour. L'autoroute connaît quotidiennement de nombreux bouchons, certaines de ses sections pouvant atteindre la fréquentation moyenne de 100 000 véhicules par jour. Maillon d'un vaste projet de construction d'un réseau autoroutier autour de la ville de Toronto au début des années 1960, la Don Valley Parkway est l'une des rares voies autoroutières à avoir été entièrement achevée, la plupart des projets prévus ayant été ensuite abandonnés.